# Послание президента России Федеральному собранию (2024)
Посла́ние президе́нта Росси́и Федера́льному собра́нию 2024 го́да — обращение президента России Владимира Путина к обеим палатам Федерального собрания Российской Федерации 29 февраля 2024 года, состоявшееся в Гостином дворе, Москва.
В ходе выступления Владимир Путин озвучил свою предвыборную программу в качестве кандидата на выборах президента России 2024 года.
Это 19-е по счету послание Владимира Путина Федеральному собранию стало самым продолжительным. Оно продлилось два часа шесть минут.

## Контекст
По мнению The New York Times, Путин выступил со своей речью в геополитически деликатный момент, когда Россия перехватила инициативу на украинском фронте, оказание военной помощи Киеву тормозится в Конгрессе США, а правительства западных стран не могут прийти к общему решению, как лучше поддержать Украину. Во внутриполитической ситуации России, оппозиция, подавляемая властью, получила сокрушительный удар после смерти в тюрьме Алексея Навального.

## Содержание
Большую часть своего выступления Владимир Путин посвятил мерам социальной и экономической поддержки, а не вопросам противостояния с Западом, — им, а также теме войны, действующий президент РФ уделил около 20 минут в начале речи. В частности, он заявил, что государства Запада ожидают «трагические последствия», если те решат оправить свои войска на Украину. Владимир Путин напомнил о наличии у России оружия, способного поражать цели на их территории, добавив, что гиперзвуковые комплексы «Циркон» и «Кинжал» уже применяются в районах боевых действий, а испытания другого оружия, о котором он рассказывал в Послании 2018 года, — проходят завершающую стадию. Также президент РФ сообщил о том, что стратегические ядерные силы России находятся в полной готовности к применению. Путин назвал сообщения о том, что РФ готовится разместить ядерное оружие в космосе — вбросами, возможное нападение на страны ЕС  — бредом, а заявления США об интересе к переговорам о стратегической стабильности — демагогией. 
Говоря о задачах внутренней политики, Владимир Путин отметил, что одной из главных проблем страны является бедность. За её чертой, по его словам, находится порядка 9% россиян и более 30% многодетных семей. Он сообщил, что необходимо снизить уровень бедности к 2030 году до 7%, а сумму МРОТ увеличить до 35 тысяч. Также Путин объявил о продлении до 2030 года программ по маткапиталу и семейной ипотеке.  
Вместе с этим президент РФ сообщил о запуске пяти новых национальных проектов. «Семья» — для повышения уровня рождаемости в России. «Продолжительная и активная жизнь» — его задача увеличение средней продолжительности жизни в России к 2030 году до 78 лет. «Молодёжь России» — в его рамках одной из задач будет оказание поддержки учителям и наставникам. Как отмечает Русская служба BBС, самое радикальное нововведение здесь — разрешение пересдать ЕГЭ по одному предмету до начала приёмной кампании. «Кадры» — для укрепления связки уровней образования от школ до вузов. «Экономика данных» — для формирования цифровых платформ в ключевых отраслях экономики.  
По словам Путина, на модернизацию ЖКХ до 2030 года будет направлено 4,5 трлн рублей. Вместе с этим продолжится программа газификации, которая будет расширена за счёт использования СПГ в Камчатском крае, Якутии, Бурятии, Хабаровском крае, а также включения в программу социальной газификации садовых товариществ. В рамках обновления транспортной инфраструктуры, в перечисленных Путиным мерах, предполагается модернизация не менее 74 аэропортов, строительство трассы Джубга — Сочи, а также ВСМ из Москвы в Казань, Урал, Ростов-на-Дону, Санкт-Петербург.  
По мнению Bloomberg, реализация предвыборных обещаний Владимира Путина, озвученных в ходе послания Федеральному собранию 2024 года, может обойтись бюджету РФ в 130 млрд долларов, эта сумма не считается неподъемной для государства, если экономическая ситуация не окажется хуже, чем предполагают в правительстве РФ.  
Также Владимир Путин заявил о формировании новой российской элиты, которая должна состоять из участников боевых действий на Украине. Они смогут подавать заявки на специальное обучение по новой программе «Время героев». Обучать их будут правительственные чиновники, главы крупных регионов и компаний. По мнению политолога Андрея Колесникова, такая новая элита завершит картину «силового государства».